# Anna von Österreich (1549–1580)

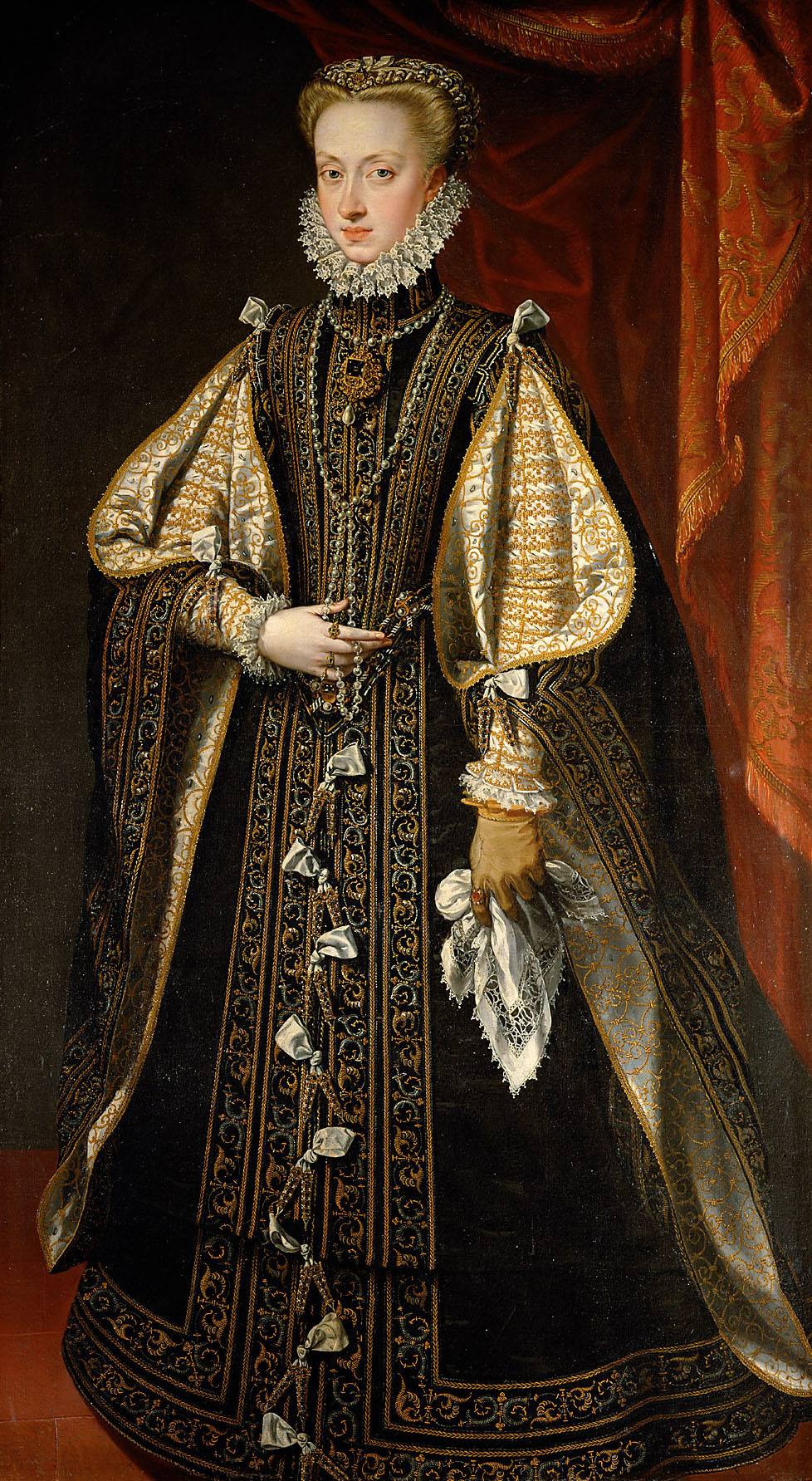
Alonso Sánchez Coello: Anna von Österreich, Königin von Spanien (1549–1580), Öl auf Leinwand, 1571, Kunsthistorisches Museum, Wien

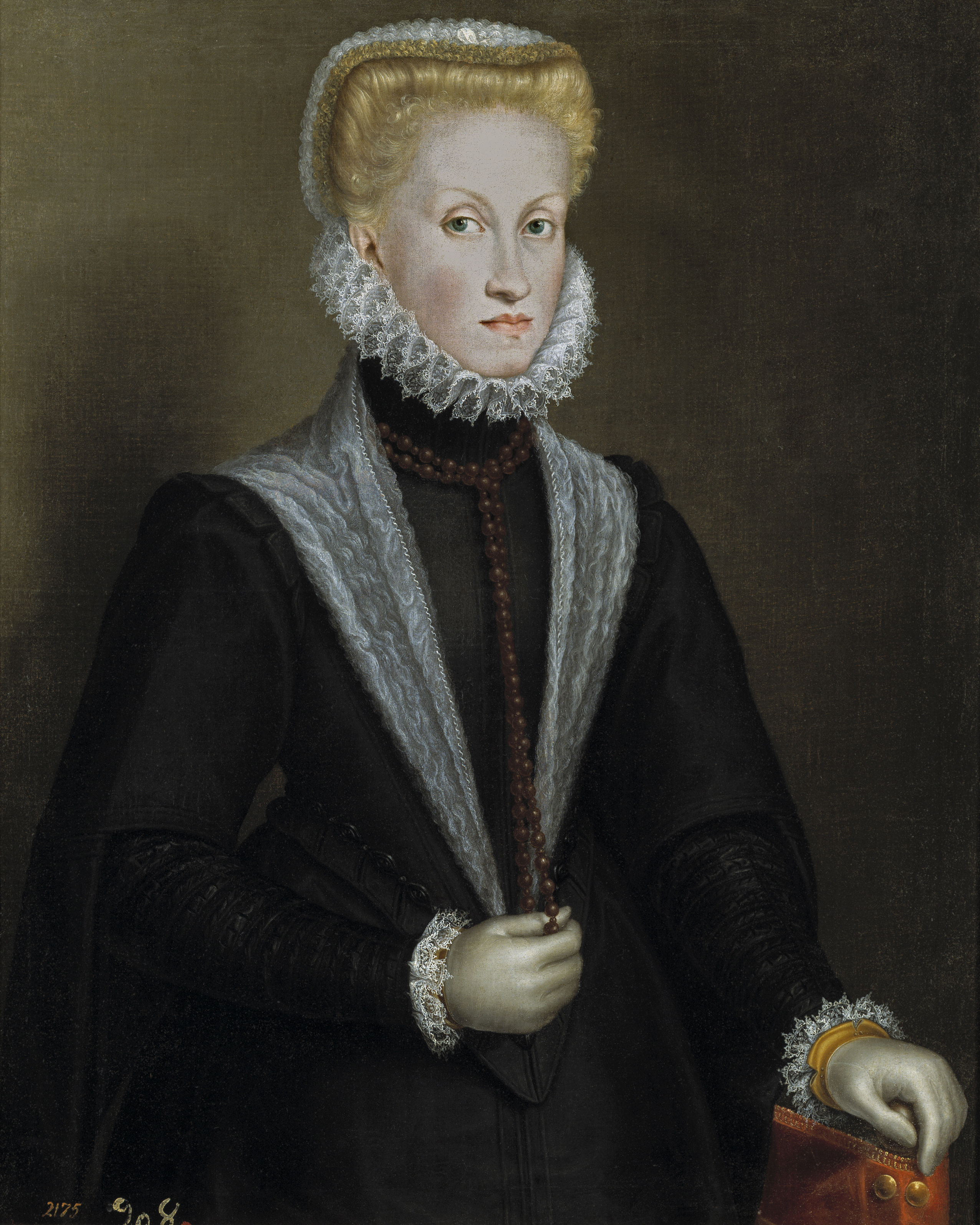
Sofonisba Anguissola, Erzherzogin Anna von Österreich, Königin von Spanien

Anna von Österreich (Spanisch Ana de Austria) (* 2. November 1549 in Cigales bei Valladolid; † 26. Oktober 1580 in Talavera la Real bei Badajoz) war Erzherzogin von Österreich. Als vierte Gemahlin König Philipps II. war sie ab 12. September 1570 bis zu ihrem Tod Königin von Spanien, Neapel, Sardinien und Sizilien etc. sowie kurzzeitig ab 12. September 1580 auch Königin von Portugal. Ihr einziger die Kindheit überlebender Sohn war Philipp III., der seinem Vater 1598 auf dem Thron folgte.

## Leben

### Abstammung und frühes Leben
Anna war die älteste Tochter des römisch-deutschen Kaisers Maximilian II. (1527–1576) aus dessen Ehe mit Maria (1528–1603), Tochter des Kaisers Karl V. Sie wurde 1549 im Palast des Herzogs von Benavente in Cigales in Spanien geboren, als ihre Eltern in diesem Königreich als Regenten Kaiser Karls V. fungierten. Als sie erst knapp zwei Jahre alt war, übersiedelten ihre Eltern mit ihr nach Prag. Anna wuchs dann in dieser Stadt, hauptsächlich aber in Wien auf. Sie hatte zahlreiche Geschwister, darunter die späteren Kaiser Rudolf II.  und Matthias. Ihr Unterricht erstreckte sich ebenso auf Geschichte, Geographie, Musik und die Jagdkunst wie auf das Erlernen von Sprachen. Besonderer Nachdruck wurde auf Wunsch ihrer Mutter auf die Unterweisung in der spanischen Sprache gelegt, die sie später perfekt beherrschte. Dagegen sprach sie Deutsch nur rudimentär. Ferner wurde sie in Latein unterrichtet. Sie galt als das Lieblingskind ihres Vaters, der gern mit ihr spielte und sie streng katholisch erziehen ließ.

### Eheverhandlungen
Ursprünglich war Anna als Ehefrau des ältesten Sohns des spanischen Königs Philipp II., Don Carlos, vorgesehen. Die Ehe wurde bereits 1556 bei Familiengesprächen in Brüssel ins Auge gefasst, um die familiären Bande zwischen den österreichischen und spanischen Habsburgern weiter zu festigen. Philipp II. zögerte aber die Entscheidung immer wieder heraus, da er seinen Sohn zu jung oder zu krank befand. Dies ärgerte sowohl den Infanten als auch Annas kaiserlichen Vater. Am 24. Juli 1568 starb Don Carlos. Danach warb Katharina von Medici vergeblich für ihren Sohn, König Karl IX. von Frankreich, um Annas Hand. Philipp II. verlor zu dieser Zeit seine dritte Gemahlin Elisabeth von Valois († 3. Oktober 1568). Da er zwei junge Töchter, aber keinen lebenden Sohn mehr hatte, fürchtete er um seine Nachfolge. Für ihn kam nun Anna als vierte Gattin in Frage. Im Dezember 1568 ließ Maximilian II. über den Erzherzog Karl dem spanischen König den entsprechenden Vorschlag einer Heirat mit Anna unterbreiten. Philipp II. schlug die ihm vom Kardinal Louis I. de Lorraine-Guise gleichzeitig angebotene Vermählung mit Margarete von Valois, einer Schwester seiner verstorbenen dritten Gattin, aus und entschied sich für die Eheschließung mit seiner Nichte Anna. Im Februar 1569 wurde seine Verlobung mit ihr verlautbart. Den wegen der nahen Verwandtschaft der Brautleute nötigen Dispens für die Ehe erteilte Papst Pius V. erst nach längerem Widerstand am 9. August 1569 gegen Zugeständnisse des Kaisers in Religionsangelegenheiten.
Der Ehevertrag wurde am 24. Januar 1570 in Madrid unterzeichnet. Nach dessen Bestimmungen betrug die Mitgift 10.000 Escudos und sollte in zwei Raten bezahlt werden, wobei die erste beim Vollzug der Ehe und die zweite ein Jahr später fällig war. Falls Philipp II. – der um 22 Jahre älter als seine Braut war – vor Anna stürbe oder falls die Ehe kinderlos bliebe, sollte Anna zu ihrer wirtschaftlichen Absicherung die Mitgift als finanzielle Ausstattung erhalten. Am 4. Mai 1570 fand die Ferntrauung im Prager Veitsdom statt; als Stellvertreter des spanischen Königs fungierte bei dieser Zeremonie der Erzherzog Karl.

### Hochzeit mit Philipp II. von Spanien
Im Sommer 1570 machte sich Anna auf die Reise nach Spanien. Begleitet wurde sie von ihren jüngeren Brüdern Albrecht und Wenzel. Die Route musste mehrmals wegen Feindseligkeiten seitens unter Kontrolle der Protestanten stehender Orte, durch die Annas Reise führen sollte, geändert werden. Die Einschiffung der Braut in Genua, um von dort aus nach Spanien zu gelangen, wurde aus Angst vor einem türkischen Angriff verworfen. Stattdessen beschlossen Annas Begleiter, mit ihr durch die Niederlande zu reisen und von hier aus per Schiff nach Laredo zu segeln. Von Speyer, dem Sitz des Reichstags, brach Anna mit einem Gefolge auf, zu dessen Spitzenrepräsentanten Luis Venegas Figueroa als außerordentliche Botschafter des Königs, der Bischof von Münster sowie Georg Hund von Wenkheim, Hochmeister des Deutschen Ordens, gehörten. Den Rhein entlangsegelnd gelangte die künftige Königin Mitte August 1570 nach Nijmegen. Sie wurde vom Herzog von Alba, Statthalter der habsburgischen Niederlande, von flämischen Adligen wie dem Herzog von Aarschot sowie von in Flandern wohnenden spanischen Aristokraten empfangen. Anna wurde auch von Verwandten und Freunden des in Spanien gefangen gehaltenen Floris Montigny kontaktiert, dessen älterer Bruder, der Graf von Hoorn, 1568 auf Befehl Albas enthauptet worden war. Auf Bitten von Montignys Angehörigen versprach Anna, sich für die Freilassung Montignys einzusetzen, doch wurde dieser noch vor ihrem Treffen mit Philipp II. hingerichtet.
Über Brüssel, wo ihr zu Ehren Feierlichkeiten abgehalten wurden, Grave und Breda reiste Anna nach Bergen und segelte von dort mit ihrem Gefolge, darunter ihren Brüdern Albrecht und Wenzel, nach Spanien ab. Am 3. Oktober 1570 ging sie in der nordspanischen Hafenstadt Santander an Land, wo ihr der Kardinal Gaspar de Zúñiga y Avellaneda, Erzbischof von Sevilla, und zahlreiche Adlige ihre Aufwartung machten. Dann reiste sie weiter nach Burgos, wo ihr ein festlicher Empfang bereitet wurde, und kam anschließend nach Valladolid. Hier traf Anna ihre Brüder Rudolf und Ernst. Am 12. November gelangte sie nach Segovia, wo sie von Philipp II. erwartet wurde. Zwei Tage später fand im Alcázar dieser Stadt ihre vom Erzbischof von Sevilla zelebrierte persönliche Hochzeit mit ihrem Bräutigam, der ihr leiblicher Onkel war, statt.
Trotz der kalten Wintertage verbrachten Anna und ihr königlicher Gemahl die Flitterwochen im Palast von Valsaín in der Provinz Segovia, einem der Lieblingsresidenzen Philipps II. Dann besichtigten sie den Escorial-Palast und hielten am 23. November 1570 ihre festlichen Einzug in Madrid. Aus diesem Anlass wurden in der Hauptstadt Feuerwerke und Paraden veranstaltet.
Wilhelm von Oranien, ein erbitterter Gegner Philipps II., äußerte sich später wenig schmeichelhaft über dessen Heirat mit Anna. In einem von ihm verfassten und 1580 gedruckten Pamphlet unterstellte er, dass Philipp II. seine dritte Gemahlin Elisabeth von Valois ermordet habe, um die Inzest-Ehe mit Anna eingehen zu können. In der gleichen Flugschrift warf er dem spanischen König auch die angebliche Ermordung des Don Carlos und gesetzwidrige Polygamie vor. Ähnliche Anschuldigungen erhoben der beim König in Ungnade gefallene spanische Staatsmann Antonio Pérez und weitere Gegner Philipps II. in diversen Schriften.

### Königin von Spanien
Anna hatte ein fröhliches Naturell und das Temperament ihrer ungarischen Großmutter Anna geerbt. Durch ihre freundliche und gütige Art gelang ihr die Lockerung des strengen spanischen Hofzeremoniells. Sofort gewann sie die Zuneigung ihrer beiden kleinen Stieftöchter Isabella Clara und Katharina Michaela. Auch der spanische König verliebte sich nach zeitgenössischen Berichten von Diplomaten sofort in seine junge Braut. Laut dem spanischen Geschichtsschreiber Luis Cabrera de Córdoba war Anna die Lieblingsfrau des Königs. Anna beschäftigte sich am liebsten mit Handarbeiten. Sie war die einzige von Philipps Gattinnen, mit der er sich aufgrund ihrer fließenden Spanischkenntnisse problemlos unterhalten konnte. Ihre wenigen Deutschkenntnisse vergaß sie schon bald nach ihrer Ankunft in Madrid, wie der kaiserlicher Gesandte Hans von Khevenhüller-Frankenburg in einem Brief an Maximilian II. beklagte. Deutschsprachige Briefe an ihren Vater musste ein Sekretär verfassen. Unter den Hofdamen der Königin war die Renaissancemalerin Sofonisba Anguissola, die Anna sehr schätzte und die bis 1574 am Hof blieb.
Aufgrund der Verpflichtungen in seinem Amt als König war Philipp II. häufig von seiner Gattin getrennt, doch schrieb er ihr zur Kontaktpflege ein bis zwei Mal pro Woche Briefe und versuchte möglichst oft mit ihr gemeinsam auf die Jagd zu gehen sowie Theateraufführungen und Ritterturniere zu besuchen. Anna war zufrieden im familiären Kreis ihres Gatten, ihrer Kinder und Stieftöchter sowie ihrer jüngeren Geschwister. Sie korrespondierte auch regelmäßig mit ihrem Vater und übersandte ihm Geschenke wie z. B. Pflanzensamen aus Aranjuez für die kaiserlichen Gärten in Österreich. Die kaiserlichen Gesandten Khevenhüller und Adam von Dietrichstein hielten engen Kontakt mit Anna und bemühten sich, sie davon zu überzeugen, dass sie sich bei ihrem Gemahl nachhaltig für die Interessen Maximilians II. einsetzte.

### Nachkommen
Durch seine Ehe mit Anna bekam Philipp II. den gewünschten männlichen Nachwuchs. Die – kurz nach dem Sieg der Heiligen Liga in der Seeschlacht von Lepanto über die Osmanen – im Dezember 1571 erfolgte Geburt von Annas erstem Sohn, der nach seinem Urgroßvater Ferdinand dem Katholischen benannt wurde, war für den spanischen König ein besonders freudiges Ereignis. Doch dieser Sohn starb ebenso wie drei weitere aus der Ehe mit Anna hervorgegangene Kinder schon sehr jung; nur der vierte Sohn Annas erreichte das Erwachsenenalter und konnte daher 1598 seinem Vater als Philipp III. auf den Thron folgen:
- Ferdinand (Fernando) (* 4. Dezember 1571; † 18. Oktober 1578), Fürst von Asturien
- Karl (Carlos) Laurentius (* 12. August 1573; † 9. Juli 1575)
- Diego Felix (* 12. Juli 1575; † 21. November 1582), ab 1580 Fürst von Asturien
- Philipp III. (* 14. April 1578; † 31. März 1621), König von Spanien

⚭ 1599 Erzherzogin Margarete von Österreich (1584–1611)
- Maria (* 14. Februar 1580; † 5. August 1583)

### Tod
Während einer 1580 unternommenen Reise an die portugiesische Grenze, die dazu diente, Philipps Thronanspruch auf Portugal nach dem Tod des kinderlosen Königs Henrique zu konsolidieren, erkrankte der König in Badajoz schwer an Grippe. Trotz ihrer erneuten Schwangerschaft hatte Anna ihren Gemahl begleitet und steckte sich bei der Pflege Philipps an. Sie überlebte die Krankheit nicht. Die Ärzte, die sie retten wollten, ließen sie bis zur Blutleere zur Ader. Nachdem sie nach tagelangen Qualen eine lebensunfähige Frühgeburt hatte, starb sie am 26. Oktober 1580 eine Woche vor ihrem 31. Geburtstag an Herzschwäche.
Die Bestattung der verblichenen Königin fand am 11. November 1580 statt. Die dazugehörigen Begräbnisfeierlichkeiten wurden in der Kirche San Jerónimo in Madrid abgehalten. Philipp traf der Tod seiner Gemahlin schwer, zwei Jahre später schrieb er über die Todesnacht an seine Tochter: Ich werde mich immer an diese Nacht erinnern, auch wenn ich tausend Jahre leben sollte. Er ließ Anna später im Pantheon der Könige des Klosters El Escorial beisetzen.